# Liste der Lieder von Freddy Quinn
Dies ist eine Liste der aufgenommenen und veröffentlichten Lieder des österreichischen Country- und Schlagersängers Freddy Quinn. Die mehr als 500 Titel sind alphabetisch sortiert. Die Liste gibt Auskunft über die Urheber und auf welchem Tonträger die Komposition erstmals zu finden ist. Ausgenommen in dieser Liste sind Medleys, Remixe und eigene Neuauflagen (Cover) ohne andere Besetzung.

## Originalversionen

### A
| Titel                                          | Autoren                                      | Album                                                                 | Jahr |
| ---------------------------------------------- | -------------------------------------------- | --------------------------------------------------------------------- | ---- |
| Abschied vom Meer                              | Lotar Olias, Walter Rothenburg               | Abschied vom Meer / So schnell sieht ein Seemann nicht black (Single) | 1965 |
| Ach mein Kind, du musst noch wachsen           | Joe Kirsten, Peter Held, Manfred Oberdörffer | Wieder auf der Reise                                                  | 1993 |
| Adios Maria                                    | Joachim Heider, Michael Kunze                | Und darum bin ich heute wieder hier                                   | 1982 |
| A Game I Can’t Afford to Lose                  | Ronnie Rogers                                | Country – Get Me Back to Tennessee                                    | 1981 |
| Alle Abenteuer dieser Erde                     | Christian Bruhn, Georg Buschor               | Alle Abenteuer dieser Erde / Versunkene Träume (Single)               | 1969 |
| Allein mit mir                                 |                                              | Nicht eine Stunde tut mir leid                                        | 1985 |
| Allein unter Fremden                           | Leo Leandros, Wolfgang Mürmann               | Du hast mein Wort                                                     | 1980 |
| Allein wie du                                  | Ernst Bader, Lotar Olias                     | Seine Großen Erfolge 2                                                | 1962 |
| Alle Menschen dieser Erde                      | Ernst Bader, Ricci Ferra                     | Alle Menschen dieser Erde / Große Freiheit Nr. 7 (Single)             | 1999 |
| All I Want Is You to Need Me Too               | Freddy Quinn, Owen Davies                    | Country – Get Me Back to Tennessee                                    | 1981 |
| Along the Shore                                | Bert Kaempfert, Stanley J. Kahan             | Spanish Eyes / Along the Shore (Single)                               | 1965 |
| Als ich noch ein Junge war (Das gehört zu mir) | Michael Holm, Peter Moesser                  | Als ich noch ein Junge war / Komm zu mir (Single)                     | 1969 |
| Atlantis                                       | Georg Buschor, Wolfgang Rödelberger          | Liebe ist mehr als ein Wort / Atlantis (Single)                       | 1972 |
| Am Ende der Zeit                               | John O’Brien-Docker, Wolfgang Mürmann        | Nicht eine Stunde tut mir leid                                        | 1985 |
| An das Kloster klopft es leise                 |                                              | Bitte recht traurig                                                   | 1972 |
| Auf der Straße der Unendlichkeit               | Freddy Quinn, Peter Orloff                   | Ein Mann kehrt heim / Auf der Straße der Unendlichkeit (Single)       | 1975 |
| Auf hoher See                                  | Traditional, Lotar Olias                     | Von Kontinent zu Kontinent                                            | 1966 |

### B
| Titel                                   | Autoren                                | Album                                             | Jahr |
| --------------------------------------- | -------------------------------------- | ------------------------------------------------- | ---- |
| Balalaika                               | Kurt Feltz, Werner Scharfenberger      | River-Melodie / Balalaika (Single)                | 1970 |
| Bevor mein Weg zu den Sternen begann    |                                        | Wieder auf der Reise                              | 1993 |
| Bleib’ nicht allein                     | Georg Buschor und Wolfgang Rödelberger | Freddy heute                                      | 1971 |
| Bombay-Billy                            | Walter Rothenburg, Lotar Olias         | Von Kontinent zu Kontinent                        | 1965 |
| Brauchst du Gewalt – wirst du nicht alt | Lotar Olias, Max Colpet                | Freddy und das Lied der Prärie (Soundtrack-Album) | 1964 |
| Budapest                                | Joachim Heider, Michael Kunze          | Und darum bin ich heute wieder hier               | 1982 |
| Bye Bye Lady Blue                       | Freddy Quinn, Wolfgang Mürmann         | Du hast mein Wort                                 | 1980 |
| By the Way                              | Taylor, Farrell                        | By the Way / I’ll Hold You in My Heart (Single)   | 1964 |

### C
| Titel          | Autoren                     | Album                                             | Jahr |
| -------------- | --------------------------- | ------------------------------------------------- | ---- |
| Circus-Twist   | Lotar Olias, Fritz Graßhoff | Freddy, Tiere, Sensationen (Soundtrack-Album)     | 1964 |
| Cowboy’s Tango | Lotar Olias                 | Freddy und das Lied der Prärie (Soundtrack-Album) | 1964 |

### D
| Titel                                                                                    | Autoren                                     | Album                                                                                             | Jahr |
| ---------------------------------------------------------------------------------------- | ------------------------------------------- | ------------------------------------------------------------------------------------------------- | ---- |
| Dafür lebe ich                                                                           | Freddy Quinn, Curt Weiner                   | Nicht eine Stunde tut mir leid                                                                    | 1985 |
| Dan D. Derby                                                                             | Ronnie Rogers                               | Country – Get Me Back to Tennessee                                                                | 1981 |
| Danke                                                                                    | Norbert Hammerschmidt, Freddy Quinn         | Man ist so jung, wie man sich fühlt                                                               | 1986 |
| Das gibt’s nur auf der Reeperbahn                                                        | Karl Vibach, Lotar Olias                    | Heimweh nach St. Pauli                                                                            | 1962 |
| Das große Ding                                                                           | Victor Bach, Walter Heyer, Klaus Geithner   | Der Junge von St. Pauli                                                                           | 1970 |
| Das große Spiel                                                                          | Freddy Quinn, Victor Bach                   | Das große Spiel / Die Stimme des Herzens (Single)                                                 | 1974 |
| Das Tal in Mexiko                                                                        | Freddy Quinn, Georg Buschor                 | Freddy heute                                                                                      | 1971 |
| Da staunste wohl, Herr Pohl                                                              | Raivo Tammik, Viktor Bach                   | Man ist so jung, wie man sich fühlt                                                               | 1986 |
| Da war ein Glanz in seinen Augen                                                         | Freddy Quinn, Curt Weiner                   | Und darum bin ich heute wieder hier                                                               | 1982 |
| Dear, Old Joe                                                                            | Fritz Graßhof, Lotar Olias                  | Freddy und das Lied der Prärie (Soundtrack-Album)                                                 | 1964 |
| Deine Welt – Meine Welt                                                                  | Freddy Quinn, Joachim Relin, Victor Bach    | Deine Welt – Meine Welt / Warte auf mich in Old Virginia (Carry Me Back to Old Virginny) (Single) | 1968 |
| Der Baum des Lebens                                                                      | Freddy Quinn und Peter Held                 | An meine Freunde                                                                                  | 1972 |
| Der Boss ist nicht hier                                                                  | Lotar Olias, Max Colpet                     | Freddy und der Millionär (Originalaufnahmen aus dem gleichnamigen Divina-Gloria-Film)             | 1961 |
| Der erste Schnee                                                                         |                                             | Freddy Quinn ’91 – Die schönsten Weihnachtslieder                                                 | 1991 |
| Der Groschen fällt manchmal zu spät                                                      | Freddy Quinn, Joe Kirsten, Peter Schaper    | Der Groschen fällt manchmal zu spät / Es gibt eine Ewigkeit (Single)                              | 1981 |
| Der Junge von St. Pauli                                                                  | Ernst Bader, Freddy Quinn                   | Der Junge von St. Pauli                                                                           | 1970 |
| Der Legionär                                                                             | Lotar Olias, Peter Moesser                  | Der Legionär / Noch immer allein (Single)                                                         | 1958 |
| Der Mann im Lampenlicht                                                                  | Leo Leandros, Kay Arling, Ralf Arnie        | Du hast mein Wort                                                                                 | 1980 |
| Der Mann mit der Mappe                                                                   | Freddy Quinn, Victor Bach                   | Heute 2                                                                                           | 1973 |
| Der rote Korsar                                                                          | Georg Buschor, Wolfgang Rödelberger         | Heute 2                                                                                           | 1973 |
| Der Turm von Babylon                                                                     | Georg Buschor, Wolfgang Rödelberger         | Heute 2                                                                                           | 1973 |
| Der Weg zurück ist leicht, wenn man liebt                                                |                                             | Nicht eine Stunde tut mir leid                                                                    | 1985 |
| Der Wind der Prärie                                                                      | Freddy Quinn, Lotar Olias                   | Freddy und das Lied der Prärie (Soundtrack-Album)                                                 | 1964 |
| Die besten Jahre deines Lebens                                                           | Michael Kunze, Pierre Kartner               | Die besten Jahre deines Lebens / Uns’re Oma geht so gerne mit auf Kaffee-Fahrt (Single)           | 1981 |
| Die Stimme des Herzens                                                                   | Antonio Conde, Lilibert                     | Das große Spiel / Die Stimme des Herzens (Single)                                                 | 1974 |
| Dich gibt’s nie wieder                                                                   | Lotar Olias, Fritz Rotter                   | Vergangen, vergessen, vorüber (EP)                                                                | 1964 |
| Die blaue Grenze                                                                         | Fritz Graßhoff, Lotar Olias                 | Von Kontinent zu Kontinent                                                                        | 1965 |
| Die Gitarre und das Meer                                                                 | Aldo von Pinelli, Lotar Olias               | Die Gitarre und das Meer / Du brauchst doch immer wieder einen Freund (Single)                    | 1959 |
| Die Insel Niemandsland                                                                   | Peter Orloff                                | Überall ist es schön                                                                              | 1973 |
| Die Liebe ist mehr als ein Wort                                                          |                                             | Heute 2                                                                                           | 1973 |
| Die Moritat vom Wilden Westen oder Der Überfall auf die pazifische Eisenbahn 1873        |                                             | Bitte recht traurig                                                                               | 1972 |
| Die Reise                                                                                | Peter Orloff, Freddy Quinn                  | Die Insel Niemandsland / Die Reise (Single)                                                       | 1974 |
| Die Schiffsentführung                                                                    | Karl Vibach, Ricci Ferra                    | Große Freiheit Nr. 7                                                                              | 1984 |
| Die Stadt am Strom                                                                       | Ernst Bader, Freddy Quinn                   | Der Junge von St. Pauli                                                                           | 1970 |
| Die Stimme der Heimat                                                                    | Hans Pflanzer, Lotar Olias                  | Die Stimme der Heimat                                                                             | 1965 |
| Die Story von Black-Bill                                                                 | Lotar Olias, Max Colpet                     | Freddy und das Lied der Prärie (Soundtrack-Album)                                                 | 1964 |
| Die traurige Geschichte von einem wunderschönen Polenkind oder Zu früh verschenkte Liebe |                                             | Bitte recht traurig                                                                               | 1972 |
| Drei Sterne (Am Himmel der großen Manege)                                                | Georg Buschor, Wolfgang Rödelberger         | Heute 2                                                                                           | 1973 |
| Du brauchst doch immer wieder einen Freund                                               | Aldo von Pinelli, Lotar Olias               | Die Gitarre und das Meer / Du brauchst doch immer wieder einen Freund (Single)                    | 1959 |
| Du bist für das Leben geboren                                                            | Leo Leandros, Wolfgang Mürmann              | Du hast mein Wort                                                                                 | 1980 |
| Du hast mein Wort                                                                        | Leo Leandros, Wolfgang Mürmann              | Du hast mein Wort                                                                                 | 1980 |
| Du hast Tränen im Gesicht                                                                | Klaus Munro, Leo Leandros, Wolfgang Mürmann | Du hast mein Wort                                                                                 | 1980 |
| Du, hey du, hör mir bitte zu                                                             |                                             | Wieder auf der Reise                                                                              | 1993 |
| Du musst mal wieder nach St. Pauli geh’n                                                 | Walter Rothenburg                           | Der Junge von St. Pauli                                                                           | 1970 |
| Du wirst mit jeder Falte schöner                                                         |                                             | Wieder auf der Reise                                                                              | 1993 |
| Die Nacht vergeht so schnell                                                             | Aldo von Pinelli, Lotar Olias               | Die Gitarre und das Meer (EP)                                                                     | 1963 |
| Die Nacht von Casablanca                                                                 | Joachim Heider, Joachim Relin               | Die Nacht von Casablanca / Ich weiß, dass wir uns einmal wiedersehn (Single)                      | 1983 |
| Du bist die Liebe                                                                        | Lotar Olias, Kurt Schwabach                 | Heimweh nach St. Pauli                                                                            | 1962 |
| Du musst alles vergessen (Ay-Ay-Ay-Amigo)                                                | Günter Loose, Lotar Olias                   | Unter fremden Sternen / Du musst alles vergessen (Single)                                         | 1959 |

### E
| Titel                         | Autoren                                                   | Album                                                                | Jahr |
| ----------------------------- | --------------------------------------------------------- | -------------------------------------------------------------------- | ---- |
| Ein armer Mulero              | Lotar Olias, Peter Moesser                                | Die große Chance (EP)                                                | 1957 |
| Eine Handvoll Reis            | Fritz Grasshoff, Lotar Olias                              | Eine Handvoll Reis / Wir (Single)                                    | 1966 |
| Ein Himmel voll Sterne        | Fritz Graßhoff, Lotar Olias                               | Freddy und das Lied der Prärie (Soundtrack-Album)                    | 1964 |
| Ein Mädchen und ein Matrose   | Georg Buschor, Wolfgang Rödelberger                       | Ein Mädchen und ein Matrose / Bleib nicht allein (Single)            | 1972 |
| Einmal in Tampico             | Lotar Olias, Peter Moesser                                | Einmal in Tampico / Ein armer Mulero (Single)                        | 1957 |
| Einmal nach Mexico            | Joe Kirsten, Peter Held                                   | An meine Freunde                                                     | 1972 |
| Einmal oben, einmal unten     | Lotar Olias, Aldo von Pinelli                             | Nur der Wind (EP)                                                    | 1961 |
| Ein Mann kehrt heim           | Peter Orloff                                              | Ein Mann kehrt heim / Auf der Straße der Unendlichkeit (Single)      | 1975 |
| Ein Märchenland               | Georg Buschor, Wolfgang Rödelberger                       | Heute 2                                                              | 1973 |
| Einsam                        | Bert Kaempfert, Ernst Bader, Herbert Rehbein, Milt Gabler | Sag mir wo / Einsam (Single)                                         | 1977 |
| Einsamkeit                    | Freddy Quinn, Reinhard Deutsch, Sandra Mareike            | Große Freiheit Nr. 7                                                 | 1984 |
| Ein Schiff voll Whisky        | Lotar Olias, Walter Rothenburg                            | Freddy und das Lied der Südsee (EP)                                  | 1962 |
| El Gaucho                     | Freddy Quinn, Victor Bach                                 | Ein Konzert mit dem Orchester Bert Kaempfert                         | 1976 |
| Endlich einmal wohin ich will |                                                           | Wieder auf der Reise                                                 | 1993 |
| Endlose Nächte                | Ralf Arnie, Werner Cyprys                                 | Endlose Nächte / Bel Sante (Single)                                  | 1956 |
| Erinnerungen an Athen         | Georg Buschor, Wolfgang Rödelberger                       | Überall ist es schön                                                 | 1973 |
| Es gibt eine Ewigkeit         | Fred Weyrich                                              | Der Groschen fällt manchmal zu spät / Es gibt eine Ewigkeit (Single) | 1981 |

### F
| Titel                    | Autoren                                         | Album                                                                                        | Jahr |
| ------------------------ | ----------------------------------------------- | -------------------------------------------------------------------------------------------- | ---- |
| Fahrt ins Abenteuer      | Freddy Quinn, Victor Bach                       | St. Helena (Wer denkt daran, wie bald sich alles ändern kann) / Fahrt ins Abenteuer (Single) | 1971 |
| Febre do Samba           | Lotar Olias, António                            | Canta (EP)                                                                                   | 1961 |
| Film-Rhythmen            | Lotar Olias                                     | Unter fremden Sternen (EP)                                                                   | 1960 |
| Fischmarkt von St. Pauli | Lotar Olias, Fritz Graßhoff                     | Heimweh nach St. Pauli                                                                       | 1962 |
| Fischer Kuddel           | Peter Zentner, Joe Kirsten, Manfred Oberdörffer | Unser Hamburg                                                                                | 1989 |
| Freitagabends            | Joachim Heider, Michael Kunze                   | Und darum bin ich heute wieder hier                                                          | 1982 |
| Für dich war es Spiel    | Harald H. Wernerund, Joe Kirsten                | An meine Freunde                                                                             | 1972 |
| Für uns beide            | Norbert Hammerschmidt, Achim Oppermann          | Nicht eine Stunde tut mir leid                                                               | 1985 |

### G
| Titel                         | Autoren                             | Album                                                                                      | Jahr |
| ----------------------------- | ----------------------------------- | ------------------------------------------------------------------------------------------ | ---- |
| Geh fort, wenn du mich liebst | Joachim Heider, Michael Kunze       | Und darum bin ich heute wieder hier                                                        | 1982 |
| Get Me Back to Tennessee      | Ronnie Rogers                       | Country – Get Me Back to Tennessee                                                         | 1981 |
| Getrennte Wege                | Freddy Quinn, Andreas Baertels      | Nicht eine Stunde tut mir leid                                                             | 1985 |
| Gib mir dein Wort             | Lotar Olias, Walter Rothenburg      | Seine großen Erfolge 2                                                                     | 1962 |
| Glocken läuten                | Ernst Bader, Lotar Olias            | Weihnachten mit Freddy                                                                     | 1972 |
| Globetrotter-Dixie            | Lotar Olias                         | Freddy und der Millionär (Originalaufnahmen aus dem Gleichnamigen Divina-Gloria-Film) (EP) | 1962 |
| Glück                         | Norbert Hammerschmidt, Jimmy Bowien | Nicht eine Stunde tut mir leid                                                             | 1985 |
| Große Freiheit Nr. 7          | Freddy Quinn, Victor Bach           | Große Freiheit Nr. 7                                                                       | 1984 |
| Guitar Playing Joe            | Freddy Quinn, Lotar Olias           | Unter fremden Sternen (EP)                                                                 | 1960 |

### H
| Titel                                    | Autoren                     | Album                                                                                      | Jahr |
| ---------------------------------------- | --------------------------- | ------------------------------------------------------------------------------------------ | ---- |
| Halleluja                                | Raivo Tammik, Viktor Bach   | Man ist so jung, wie man sich fühlt                                                        | 1986 |
| Hallo, liebe Freunde – It’s Country-Time |                             | It’s Country Time (1992)                                                                   | 1992 |
| Hamburg, altes Mädchen                   | Peter Zentner, Freddy Quinn | Unser Hamburg                                                                              | 1989 |
| Hamburg-City                             | Raivo Tammik, Viktor Bach   | Man ist so jung, wie man sich fühlt                                                        | 1986 |
| Hamburg, ein Hafen von Heut              |                             | Unser Hamburg                                                                              | 1989 |
| Happy Birthday                           |                             | Wieder auf der Reise                                                                       | 1993 |
| Happy Man                                | Georg Buschor, Freddy Quinn | Jeder Abschied kann ein neuer Anfang sein / Happy Man (Single)                             | 1972 |
| Heimatlos                                | Lotar Olias, Peter Moesser  | Wer das vergisst / Heimatlos (Single)                                                      | 1957 |
| Heimweh nach St. Pauli                   | Kurt Schwabach, Lotar Olias | Wer das vergisst / Heimatlos (Single)                                                      | 1961 |
| Heißer Asphalt                           | Lotar Olias                 | Freddy und die Melodie der Nacht (EP)                                                      | 1960 |
| Herr Meier                               | Lotar Olias, Max Colpet     | Freddy und der Millionär (Originalaufnahmen aus dem Gleichnamigen Divina-Gloria-Film) (EP) | 1962 |
| High Rollin’ Trucker                     |                             | It’s Country Time – Welterfolge und neue Songs                                             | 1987 |
| How Are Things in Your World             | Dee, Cummings               | You’re Whispering / How Are Things in Your World                                           | 1974 |

### I
| Titel                                               | Autoren                                   | Album                                                         | Jahr |
| --------------------------------------------------- | ----------------------------------------- | ------------------------------------------------------------- | ---- |
| Ich bin bald wieder hier                            | Lotar Olias, Peter Moesser                | Heimatlos (EP)                                                | 1958 |
| Ich hab ein Herz vergessen                          | Georg Buschor und Wolfgang Rödelberger    | Freddy heute                                                  | 1971 |
| Ich kann mir das ja leisten                         | Victor Bach, Walter Heyer, Klaus Geithner | Der Junge von St. Pauli                                       | 1970 |
| Ich weiß dass wir uns einmal wiedersehn             |                                           | Und darum bin ich heute wieder hier                           | 1982 |
| In Hamburg schlägt der Puls der Welt (Hamburg-City) | Victor Bach, Raivo Tammik                 | Unser Hamburg                                                 | 1989 |
| I May Fall Again                                    | Robert J. Forshee                         | Country – Get Me Back to Tennessee                            | 1981 |
| I’m Coming Home                                     | Lotar Olias, Peter Moesser, Paddy Roberts | I’m Coming Home / Love Me Ever – Leave Me Never (Single)      | 1957 |
| Immer rin in die gute Stube                         | Ricci Ferra, Victor Bach                  | Große Freiheit Nr. 7                                          | 1984 |
| Im Supermarkt, gleich nebenan                       | Joe Kirsten, Peter Greif                  | Im Supermarkt, gleich nebenan / Wir setzen auf Erfolg         | 1977 |
| In 24 Stunden                                       | Lotar Olias                               | Hundert Mann und ein Befehl / In 24 Stunden (Single)          | 1966 |
| In Hongkong, da hat er ’ne Kleine                   | Lotar Olias, Walter Rothenburg            | Freddy und das Lied der Südsee (EP)                           | 1962 |
| In the Wild, Wild West                              | Freddy Quinn, Lotar Olias                 | In the Wild Wild West / Dear, Old Joe (Single)                | 1964 |
| Irgendwann gibt’s ein Wiedersehn                    | Günter Loose, Lotar Olias                 | Melodie der Nacht / Irgendwann gibt’s ein Wiedersehn (Single) | 1960 |
| Irgendwo – Irgendwann                               | Hans Bradtke, Lotar Olias                 | Freddy und das Lied der Prärie (Soundtrack-Album)             | 1964 |
| Irish Inn                                           | Lotar Olias, Aldo von Pinelli             | Nur der Wind (EP)                                             | 1961 |
| Istanbul ist weit                                   | Leo Leandros, Ralf Arnie                  | Du hast mein Wort                                             | 1980 |
| It’s Country Time                                   | Freddy Quinn, John O’Brien-Docker         | It’s Country Time (1976)                                      | 1976 |

### J
| Titel                                     | Autoren                             | Album                                                           | Jahr |
| ----------------------------------------- | ----------------------------------- | --------------------------------------------------------------- | ---- |
| Ja, so ein Romeo                          | Lee Bless, Viktor Bach              | Man ist so jung, wie man sich fühlt / Ja, so ein Romeo (Single) | 1986 |
| Jeder Abschied kann ein neuer Anfang sein | Georg Buschor, Wolfgang Rödelberger | Jeder Abschied kann ein neuer Anfang sein / Happy Man (Single)  | 1972 |
| Jonny hat Sehnsucht nach Hawaii           | Bruno Balz, Heinz Reinfeld          | Überall ist es schön                                            | 1973 |
| Junge, komm bald wieder                   | Lotar Olias, Walter Rothenburg      | Heimweh nach St. Pauli                                          | 1962 |

### K
| Titel                        | Autoren                                    | Album                                             | Jahr |
| ---------------------------- | ------------------------------------------ | ------------------------------------------------- | ---- |
| Keine Angst, die Brücke hält | Fred Weyrich, Joachim Kirsten              | Und darum bin ich heute wieder hier               | 1982 |
| Keine Bange, Lieselotte      | Fritz Grasshoff, Günter Loose, Lotar Olias | Freddy und das Lied der Südsee (EP)               | 1962 |
| Kleines Dorf in der Heide    | Erik Wallnau, Lotar Olias                  | Das Lied der Heimat (EP)                          | 1967 |
| Komm, ich zeig dir die Welt  | Joe Kirsten, Peter Held                    | An meine Freunde                                  | 1972 |
| Komm zu mir                  | ichael Holm, Peter Moesser                 | Als ich noch ein Junge war / Komm zu mir (Single) | 1969 |

### L
| Titel                               | Autoren                                          | Album                                                        | Jahr |
| ----------------------------------- | ------------------------------------------------ | ------------------------------------------------------------ | ---- |
| La botella                          | Freddy Quinn                                     | Weit ist der Weg (EP)                                        | 1960 |
| La feria de los flores              | Pedro Galindo                                    | Viva Mexico                                                  | 1968 |
| La Guitarra Brasiliana              | Günter Loose, Lotar Olias                        | La Guitarra Brasiliana (EP)                                  | 1960 |
| Land ohne Namen                     | Georg Buschor und Wolfgang Rödelberger           | Freddy heute                                                 | 1971 |
| Lass’ mich noch einmal in die Ferne | Lotar Olias, Walter Rothenburg                   | Lass’ mich noch einmal in die Ferne / Allein wie du (Single) | 1963 |
| Lass die Sonne zur Tür herein       | Raivo Tammik, Viktor Bach                        | Man ist so jung, wie man sich fühlt                          | 1986 |
| Lasst die Blumen sprechen           | Ernst Bader, Karl Geithner, Walter Heyer         | Der Junge von St. Pauli                                      | 1970 |
| Leben ohne dich                     |                                                  | Wieder auf der Reise                                         | 1993 |
| Limmericks                          | Karl Vibach, Ricci Ferra                         | Große Freiheit Nr. 7                                         | 1984 |
| Lonesome                            | Bert Kaempfert, Herbert Rehbein, Milt Gabler     | Lonesome / Only a Fool Like Me (Single)                      | 1967 |
| Look What Love Has Done             | Chris Kingsley                                   | It’s Country Time – Welterfolge und neue Songs               | 1987 |
| Loreen                              | Günther Behrle, Freddy Quinn                     | Loreen / Montag (Single)                                     | 1979 |
| Love Me Ever – Leave Me Never       | Paul Francis Webster, Lotar Olias, Peter Moesser | I’m Coming Home / Love Me Ever – Leave Me Never (Single)     | 1957 |
| Lütt un lütt                        | Walter Heyer, Klaus Geithner, Kielmann           | Der Junge von St. Pauli                                      | 1970 |

### M
| Titel                                               | Autoren                                                     | Album                                                         | Jahr |
| --------------------------------------------------- | ----------------------------------------------------------- | ------------------------------------------------------------- | ---- |
| Manchmal bei Nacht                                  | Joachim Heider, Michael Kunze                               | Manchmal bei Nacht / Worauf wartest du (Single)               | 1984 |
| Man ist so jung, wie man sich fühlt                 | Raivo Tammik, Lee Bless, Viktor Bach                        | Man ist so jung, wie man sich fühlt                           | 1986 |
| Man muss die Feste feiern, wie sie fallen           | Georg Buschor, Wolfgang Rödelberger                         | Heute 2                                                       | 1973 |
| Marie, ich komm’ zu dir / Marie, I’m Comin’ Home    | Ad Kraamer, Roger Baeten                                    | Marie, ich komm’ zu dir / Marie, I’m Comin’ Home (Single)     | 1976 |
| Melodie der Nacht                                   | Aldo von Pinelli, Günter Loose, Lotar Olias                 | Melodie der Nacht / Irgendwann gibt’s ein Wiedersehn (Single) | 1960 |
| Mein Hamburg                                        | Lotar Olias, Walter Rothenburg                              | Heimweh nach St. Pauli                                        | 1962 |
| Mein Zuhause ist der Bahnhof (Der King vom Bahnhof) | Freddy Quinn, Peter Schaper                                 | Du hast mein Wort                                             | 1980 |
| Mensch, Kuddel, wach auf!                           | Georg Buschor, Freddy Quinn, Schindler, Viktor Bach, Barten | Mensch, Kuddel, wach auf! / Der Mann mit der Mappe (Single)   | 1973 |
| Menschen                                            | Freddy Quinn, Günther Loose                                 | Heute 2                                                       | 1973 |
| Michael und Robert                                  | Georg Buschor und Wolfgang Rödelberger                      | Freddy heute                                                  | 1971 |
| Montag                                              | Günther Behrle, Hans-Georg Moslener                         | Loreen / Montag (Single)                                      | 1979 |
| Morgen beginnt die Welt                             | Bert Kaempfert, Ernst Bader, Victor Bach                    | Morgen beginnt die Welt / Zwei von Tausenden (Single)         | 1967 |
| Mutter, sei nicht traurig                           | Lotar Olias, Hilda Schröter                                 | Das große Wunschkonzert                                       | 1967 |
| My Sunny Overgrown Country Tow                      | Ronnie Rogers                                               | Freddy Quinn                                                  | 1982 |

### N
| Titel                          | Autoren                                     | Album                               | Jahr |
| ------------------------------ | ------------------------------------------- | ----------------------------------- | ---- |
| Nicht eine Stunde tut mir leid | Norbert Hammerschmidt, Freddy Quinn         | Nicht eine Stunde tut mir leid      | 1985 |
| Nimm dir die Zeit              | Raivo Tammik, Lee Bless, Viktor Bach        | Man ist so jung, wie man sich fühlt | 1986 |
| Noch immer allein              | Lotar Olias, Peter Moesser                  | Heimatlos (EP)                      | 1958 |
| Nur der Wind                   | Aldo von Pinelli, Günter Loose, Lotar Olias | Nur der Wind (EP)                   | 1961 |

### O
| Titel                        | Autoren                       | Album                                               | Jahr |
| ---------------------------- | ----------------------------- | --------------------------------------------------- | ---- |
| Onkel Sammy                  | Lotar Olias, Aldo von Pinelli | Die große Chance (EP)                               | 1957 |
| Older Men Make Better Lovers | Freddy Quinn, Tim Ward        | It’s Country Time – Welterfolge und neue Songs      | 1987 |
| Our Last Night Together      | Stanton, Kent                 | Before I Met You / Our Last Night Together (Single) | 1974 |

### P
| Titel                       | Autoren                    | Album                              | Jahr |
| --------------------------- | -------------------------- | ---------------------------------- | ---- |
| Play Me a Love Song Tonight | Ronnie Rogers, Dave Dudley | Country – Get Me Back to Tennessee | 1981 |

### Q
| Titel               | Autoren                   | Album                         | Jahr |
| ------------------- | ------------------------- | ----------------------------- | ---- |
| Que tout recommence | André Salvet, Guy Magenta | J’ai besoin de ton amour (EP) | 1961 |

### R
| Titel         | Autoren                           | Album                              | Jahr |
| ------------- | --------------------------------- | ---------------------------------- | ---- |
| Rosalie       | Lotar Olias, Peter Moesser        | Heimweh / Rosalie (Single)         | 1956 |
| River-Melodie | Kurt Feltz, Werner Scharfenberger | River-Melodie / Balalaika (Single) | 1970 |

### S
| Titel                                                           | Autoren                                   | Album                                                                         | Jahr |
| --------------------------------------------------------------- | ----------------------------------------- | ----------------------------------------------------------------------------- | ---- |
| Sabrina                                                         | Lotar Olias, Peter Moesser                | Ich bin ein Vagabund / Sabrina (Single)                                       | 1958 |
| Sag mir wo                                                      | Bert Kaempfert, Victor Bach               | Sag mir wo / Einsam (Single)                                                  | 1977 |
| Samba-Fieber                                                    | Bert Kaempfert, Victor Bach               | Weit ist der Weg (EP)                                                         | 1960 |
| Sankt Helena (Wer denkt daran, wie bald sich alles ändern kann) | Georg Buschor und Wolfgang Rödelberger    | Freddy heute                                                                  | 1971 |
| Sankt Niklas war ein Seemann                                    | Freddy Quinn, Georg Buschor               | Weihnachten mit Freddy                                                        | 1972 |
| Saturday’s Gone                                                 | Billy Arr                                 | Country – Get Me Back to Tennessee                                            | 1981 |
| Scheun mutt dat sien                                            | Lotar Olias, Walter Rothenburg            | Heimweh nach St. Pauli                                                        | 1962 |
| Seemann, weit bist du gefahren                                  | Fritz Grasshoff, Lotar Olias, Max Colpet  | Seemann, weit bist du gefahren / Golden Boy (Single)                          | 1967 |
| Seemann, o Seemann                                              | Lotar Olias, Walter Rothenburg            | Heimweh nach St. Pauli                                                        | 1962 |
| So geht das jede Nacht                                          | Lotar Olias, Peter Moesser                | Rosalie / So geht das jede Nacht (Single)                                     | 1956 |
| So nah ist oft unser Ziel                                       | Freddy Quinn, Victor Bach                 | Überall ist es schön                                                          | 1973 |
| So schnell sieht ein Seemann nicht Black                        | Fritz Graßhoff, Lotar Olias               | Von Kontinent zu Kontinent                                                    | 1965 |
| So viel Träume (Eine Fischer-Ballade)                           | Hilda Schroeter, Lotar Olias              | Wenn die Sehnsucht nicht wär / So viel Träume (Eine Fischer Ballade) (Single) | 1961 |
| So wie das Leben klingt                                         |                                           | Wieder auf der Reise                                                          | 1993 |
| Steig wieder ein in diese Welt                                  | Joachim Heider, Irma Holder               | Und darum bin ich heute wieder hier                                           | 1982 |
| St. Pauli ist für alle da                                       | Victor Bach, Walter Heyer, Klaus Geithner | Der Junge von St. Pauli                                                       | 1970 |
| Sympathie                                                       | Lotar Olias                               | Freddy und die Melodie der Nacht (EP)                                         | 1960 |

### T
| Titel                          | Autoren                                | Album                                             | Jahr |
| ------------------------------ | -------------------------------------- | ------------------------------------------------- | ---- |
| Tell, Sailor, Tell Me a Story  | Fritz Grasshoff, Lotar Olias           | Heimweh nach St. Pauli                            | 1972 |
| Tennessee Teardrops            | Tim Ward                               | It’s Country Time – Welterfolge und neue Songs    | 1987 |
| Tequila por favor              | Leo Leandros, Wolfgang Mürmann         | Du hast mein Wort                                 | 1980 |
| The Lonesome Star              | Freddy Quinn, Lotar Olias              | Freddy und das Lied der Prärie (Soundtrack-Album) | 1964 |
| The Road Away from Love        | Freddy Quinn, Owen Davies              | Country – Get Me Back to Tennessee                | 1981 |
| The Singer                     | Joe Kirsten, Manfred Oberdörffer       | Country Roads                                     | 1999 |
| The Wings of My Love           | Margaret Lewis, Myra Smith             | Lili Marlene / The Wings of My Love (Single)      | 1969 |
| Trains Come and Go             | Lee Bless, Tim Ward                    | It’s Country Time – Welterfolge und neue Songs    | 1987 |
| Trumpf ist die Seele vom Spiel | Walter Heyer, Klaus Geithner, Kielmann | Der Junge von St. Pauli                           | 1970 |
| Two Places at Once             | Steve Kilbey, Marty Willson-Piper      | It’s Country Time – Welterfolge und neue Songs    | 1987 |

### U
| Titel                                                         | Autoren                                      | Album                                                                                   | Jahr |
| ------------------------------------------------------------- | -------------------------------------------- | --------------------------------------------------------------------------------------- | ---- |
| Und dann geh’ ich alleine nach Hause                          | Peter Greif, Fred Fonda, Hans Georg Moslener | Und dann geh’ ich alleine nach Hause / Was wäre, wenn… (Single)                         | 1978 |
| Und darum bin ich heute wieder hier                           | Curt Weiner, Freddy Quinn                    | Und darum bin ich heute wieder hier                                                     | 1982 |
| Und das weite Meer                                            | Lotar Olias, Walter Rothenburg               | Alo-Ahe / Und das weite Meer (Single)                                                   | 1962 |
| Unsere Oma geht so gerne mit auf Kaffee-Fahrt                 | Bob Kleinwort, Freddy Quinn                  | Die besten Jahre deines Lebens / Unsere Oma geht so gerne mit auf Kaffee-Fahrt (Single) | 1981 |
| Unter fremden Sternen (fährt ein weißes Schiff nach Hongkong) | Lotar Olias, Walter Rothenburg               | Unter fremden Sternen / Du musst alles vergessen (Single)                               | 1959 |

### Ü
| Titel                | Autoren                             | Album                | Jahr |
| -------------------- | ----------------------------------- | -------------------- | ---- |
| Überall ist es schön | Georg Buschor, Wolfgang Rödelberger | Überall ist es schön | 1973 |
| Über den Wolken      | Freddy Quinn, Ronny Hein            | Freddy heute         | 1959 |

### V
| Titel                                        | Autoren                                             | Album                                                   | Jahr |
| -------------------------------------------- | --------------------------------------------------- | ------------------------------------------------------- | ---- |
| Vergiss das nie (Zwei Herzen)                | Lotar Olias, Walter Rothenburg                      | Freddy und das Lied der Prärie (Soundtrack-Album)       | 1964 |
| Verliebt ins Risiko                          | Jimmy Bowien, John O’Brien-Docker, Andreas Baertels | Und darum bin ich heute wieder hier                     | 1982 |
| Violão Brasileiro                            | Lotar Olias, António                                | Canta (EP)                                              | 1961 |
| Vergangen, vergessen, vorüber                | Lotar Olias, Walter Rothenburg                      | Freddy, Tiere, Sensationen (Soundtrack-Album)           | 1964 |
| Versunkene Träume                            | Christian Bruhn, Georg Buschor                      | Alle Abenteuer dieser Erde / Versunkene Träume (Single) | 1969 |
| Viva Mexico                                  | Pedro Galindo                                       | Viva Mexico                                             | 1968 |
| Vor Liebe kann ich keine Nacht mehr schlafen | Ernst Bader, Freddy Quinn                           | Überall ist es schön                                    | 1973 |

### W
| Titel                                      | Autoren                                        | Album                                                                                      | Jahr |
| ------------------------------------------ | ---------------------------------------------- | ------------------------------------------------------------------------------------------ | ---- |
| Walkin’ on Air                             | Freddy Quinn, John O’Brien-Docker              | It’s Country Time (1976)                                                                   | 1976 |
| Wann kommt das Glück auch zu mir?          | Freddy Quinn, Lotar Olias, Max Colpet          | Freddy und der Millionär (Originalaufnahmen aus dem gleichnamigen Divina-Gloria-Film) (EP) | 1961 |
| Warum haben wir uns nur getrennt           | Georg Buschor, Wolfgang Rödelberger            | Heute 2                                                                                    | 1973 |
| Was bleibt                                 | Jimmy Bowien, John O’Brien-Docker, Nina Wieldt | Nicht eine Stunde tut mir leid                                                             | 1985 |
| Was heut’ nicht ist, kann morgen sein      |                                                | Wieder auf der Reise                                                                       | 1993 |
| Was ich brauch’                            | Jimmy Bowien, Nina Wieldt                      | Nicht eine Stunde tut mir leid                                                             | 1985 |
| Was wäre, wenn…                            | Freddy Quinn, Heidi Krause                     | Und dann geh’ ich alleine nach Hause / Was wäre, wenn… (Single)                            | 1978 |
| Was will das Meer von mir                  | Lotar Olias, Walter Rothenburg, Max Colpet     | Heimweh nach St. Pauli                                                                     | 1962 |
| Weihnacht im Schnee                        | Fritz Grasshof, Lotar Olias, Walter Rothenburg | Weihnacht im Schnee / Weihnachten im Hafen (Single)                                        | 1963 |
| Weihnachten im Hafen                       | Lotar Olias, Walter Rothenburg                 | Weihnachten auf hoher See                                                                  | 1963 |
| Weil ich dich wirklich liebe               | Joachim Heider, Irma Holder                    | Und darum bin ich heute wieder hier                                                        | 1982 |
| Weißt du, ich liebe dich noch heut’        |                                                | Wieder auf der Reise                                                                       | 1993 |
| Weit ist der Weg                           | Günter Loose, Lotar Olias                      | Weit ist der Weg (EP)                                                                      | 1960 |
| Wenn der Tag neu beginnt                   | Bert Kaempfert, Georg Buschor                  | Freddy heute                                                                               | 1971 |
| Wenn die letzten Freunde gehn              | Freddy Quinn, Wolfgang Mürmann                 | Du hast mein Wort                                                                          | 1980 |
| Wenn die Sehnsucht nicht wär               | Günter Loose, Lotar Olias                      | Wenn die Sehnsucht nicht wär / So viel Träume (Eine Fischer Ballade) (Single)              | 1961 |
| Wenn ein Gaukler Tränen weint              | Ernst Bader, Freddy Quinn                      | Wieder auf der Reise                                                                       | 1993 |
| Wenn sie lächelt                           | Joachim Heider, Joachim Relin                  | Und darum bin ich heute wieder hier                                                        | 1982 |
| Wer das vergisst                           | Lotar Olias, Peter Moesser                     | Wer das vergisst / Heimatlos (Single)                                                      | 1957 |
| Wer dem Wind gehört                        | Joachim Heider, Irma Holder                    | Und darum bin ich heute wieder hier                                                        | 1982 |
| Wer verzeiht, bleibt nicht allein          | Joachim Heider, Irma Holder                    | Wer dem Wind gehört / Wer verzeiht, bleibt nicht allein (Single)                           | 1982 |
| Wer weiß                                   | Lotar Olias, Fritz Rotter                      | Vergangen, vergessen, vorüber (EP)                                                         | 1964 |
| Wieder auf der Reise                       | Joe Kirsten, Manfred Oberdörffer               | Wieder auf der Reise                                                                       | 1993 |
| Wie schön, dass du wieder zuhause bist     | Günter Loose, Lotar Olias                      | Freddy und das Lied der Prärie (Soundtrack-Album)                                          | 1964 |
| Wir                                        | Fritz Rotter, Lotar Olias                      | Eine Handvoll Reis / Wir (Single)                                                          | 1966 |
| Wir bleiben die Alten                      | John O’Brien-Docker, Holger Grabowski          | Nicht eine Stunde tut mir leid                                                             | 1985 |
| Wir leben nur einmal                       | Leo Leandros, Ralf Arnie                       | Du hast mein Wort                                                                          | 1980 |
| Wir reisen zum Horizont                    | Leo Leandros, Wolfgang Mürmann                 | Du hast mein Wort                                                                          | 1980 |
| Wir setzen auf Erfolg                      | Freddy Quinn, Victor Bach                      | Im Supermarkt, gleich nebenan / Wir setzen auf Erfolg                                      | 1977 |
| Wo die hohen Masten in den Schiffen steh’n |                                                | Unser Hamburg                                                                              | 1989 |
| Wo gibt es noch Freunde                    | Lotar Olias, Peter Moesser                     | Freddy und das Lied der Prärie (Soundtrack-Album)                                          | 1964 |
| Wolken, Wind und Wogen                     | Lotar Olias, Walter Rothenburg                 | Auf hoher See                                                                              | 1961 |
| Worauf wartest du                          | Freddy Quinn, Victor Bach                      | Manchmal bei Nacht / Worauf wartest du (Single)                                            | 1984 |

### Y
| Titel                | Autoren             | Album                                            | Jahr |
| -------------------- | ------------------- | ------------------------------------------------ | ---- |
| Yesterday’s Memories | Lee Bless, Tim Ward | It’s Country Time – Welterfolge und neue Songs   | 1987 |
| You’re Whispering    | Dee, Cummings       | You’re Whispering / How Are Things in Your World | 1974 |

### Z
| Titel                     | Autoren                | Album                               | Jahr |
| ------------------------- | ---------------------- | ----------------------------------- | ---- |
| Zu schön, um wahr zu sein | Lee Bless, Viktor Bach | Man ist so jung, wie man sich fühlt | 1986 |

### 1
| Titel       | Autoren                | Album                                 | Jahr |
| ----------- | ---------------------- | ------------------------------------- | ---- |
| 17 Soldaten | Ad Kraamer, F. van Dam | 17 Soldaten / De Oude Gaucho (Single) | 1969 |

## Coverversionen

### A
| Titel                                          | Autoren                                                        | Album                                                            | Jahr |
| ---------------------------------------------- | -------------------------------------------------------------- | ---------------------------------------------------------------- | ---- |
| Adios Mexico                                   | Volkslied                                                      | 5000 Meilen von zu Haus’ / Adios Mexico (Single)                 | 1965 |
| Ain’t Misbehavin’                              | Andy Razaf, Fats Waller, Harry Brooks                          | Ain’t Misbehavin’ / Waltz of the Wind (Single)                   | 1957 |
| Alla en Rancho Grande                          | Emilio D. Uranga, Juan Díaz del Moral, Silvano Ramos           | Mexiko Olé                                                       | 1968 |
| Alle Jahre wieder                              | Friedrich Silcher, Wilhelm Hey                                 | Weihnachten auf hoher See                                        | 1963 |
| Alo-Ahé                                        | Liliʻuokalani                                                  | Freddy und das Lied der Südsee (EP)                              | 1962 |
| Am Brunnen vor dem Tore                        | Franz Schubert, Wilhelm Müller                                 | Die Stimme der Heimat                                            | 1965 |
| America                                        | Leonard Bernstein, Stephen Sondheim                            | Ein Konzert mit dem Orchester Bert Kaempfert                     | 1976 |
| Am Golf von Biskaya (Fahr mich in die Ferne …) | Jacob Pfeil                                                    | Freddy auf hoher See, Folge 2                                    | 1969 |
| A Million Miles to the City                    | Bobby Bare                                                     | Freddy Quinn & Bobby Bare … singen von Freiheit und Freundschaft | 1993 |
| Am Weihnachtsbaum die Lichter brennen          | Volkslied, bearbeitet von Hermann Kletke                       | Weihnachten auf hoher See                                        | 1963 |
| Angelina                                       | Euson, Lee Bless                                               | An meine Freunde                                                 | 1972 |
| Annie Get Your Gun                             | Irving Berlin                                                  | Musical-Express                                                  | 1972 |
| Arrivederci Roma                               | Pietro Garinei, Renato Rascel, Sandro Giovannini, Heinz Woezel | Überall ist es schön                                             | 1973 |
| A Quiet Tear                                   | Ben Raleigh                                                    | Mexico Olé                                                       | 1968 |
| At the Hop                                     | Artie Singer, David White, Johnny Madara                       | At the Hop / Stood Up (Single)                                   | 1958 |
| Auch Matrosen haben eine Heimat                | Georg Büsing, Lotar Olias                                      | Auf hoher See                                                    | 1961 |
| Auf der Reeperbahn nachts um halb eins         | Ralph Arthur Roberts                                           | Freddy auf hoher See, Folge 2                                    | 1969 |
| Auf einem Seemannsgrab                         | Carl Ulrich Blecher, Heinz Sommer                              | Freddy auf hoher See, Folge 2                                    | 1969 |
| Ave Maria                                      | Charles Gounod, Johann Sebastian Bach                          | Weihnachten auf hoher See                                        | 1963 |
| Ay, Jalisco no te rajes                        | Ernesto Cortázar, Manuel Esperón                               | Viva Mexico                                                      | 1968 |

### B
| Titel                              | Autoren                                        | Album                                               | Jahr |
| ---------------------------------- | ---------------------------------------------- | --------------------------------------------------- | ---- |
| Bang Bang Lucky Luke               | Haim Saban, Shuki Levy, Claude Bolling         | Lucky Luke (Zeichentrickserie)                      | 1984 |
| Before I Met You                   | Chuck Seitz, Elmer Rader, Joe Cannonball Lewis | Before I Met You / Our Last Night Together (Single) | 1974 |
| Beim ersten Mal, da tut’s noch weh | Helmut Käutner, Werner Eisbrenner              | Erinnerungen an Hans Albers                         | 1971 |
| Beim Kronenwirt                    | Volkslied                                      | Junge, komm bald wieder                             | 1990 |
| Bel Sante                          | Charlotte Chail, Mack Discant                  | Endlose Nächte / Bel Sante (Single)                 | 1956 |
| Bésame mucho                       | Consuelo Velázquez                             | Viva Mexico                                         | 1968 |
| Blue Mirage                        | Lotar Olias, Sam Coslow                        | 1956–1965                                           | 1987 |
| Blumen des Lebens                  | Volkslied                                      | Blumen des Lebens                                   | 1984 |
| Bouquet of Roses                   | Bob Hilliard, Steve Nelson                     | One in a Million                                    | 1958 |
| By the Light of the Silvery Moon   | Edward Madden, Gus Edwards                     | Fernweh und Sehnsucht                               | 1995 |

### C
| Titel                         | Autoren                   | Album                                                     | Jahr |
| ----------------------------- | ------------------------- | --------------------------------------------------------- | ---- |
| Canción mixteca               | José López Alavés         | Viva Mexico                                               | 1968 |
| Carry Me Back to Old Virginny | James A. Bland            | Green Green Grass of Home                                 | 1989 |
| Cielito lindo                 | Quirino Mendoza y Cortés  | Ein Abend mit Freddy                                      | 1965 |
| Cigarettes and Whisky         | Tim Spencer               | Ich bin bald wieder hier / Cigarettes and Whisky (Single) | 1958 |
| Columbus Stockade Blues       | Jimmie Tarlton, Tom Darby | Tennessee Saturday Night                                  | 1970 |
| Cu-cu-ru-cu-cu paloma         | Tomás Méndez              | Von Kontinent zu Kontinent                                | 1965 |
| Cuando salí de Cuba           | Luis Aguilé               | Überall ist es schön                                      | 1973 |

### D
| Titel | Autoren                                        | Album                                                               | Jahr |
| --- | ---------------------------------------------- | ------------------------------------------------------------------- | ---- |
| Danke schön | Bert Kaempfert, Kurt Schwabach                 | Ein Show-Konzert mit Bert Kaempfert und seinem Orchester und Gästen | 1977 |
| Das alte Lied | Fritz Löhner-Beda, Henry Love                  | Wo meine Sonne scheint                                              | 1970 |
| Das Bänkellied von der Seiltänzerin Elvira Madigan und den Folgen der Liebe des Leutnants Graf Sparre zu diesem Frauenzimmer | Johan Lindström Saxon                          | Bitte recht traurig                                                 | 1972 |
| Das ergreifende Erlebnis eines Grafen im Walde                                                                               | Volkslied                                      | Bitte recht traurig                                                 | 1972 |
| Das Herz von St. Pauli | Michael Jary, Peter Herz                       | Freddy auf hoher See, Folge 2                                       | 1969 |
| Das Lied vom Edelweiß | Volkslied                                      | Bitte recht traurig                                                 | 1972 |
| Das kann doch einen Seemann nicht erschüttern                                                                                | Bruno Balz, Michael Jary                       | Freddy auf hoher See, Folge 2                                       | 1969 |
| Das Zuchthauslied | Volkslied                                      | Bitte recht traurig                                                 | 1972 |
| Day O | Volkslied                                      | Voilà Freddy! (EP)                                                  | 1957 |
| De Hamborger Veermaster | Volkslied                                      | Auf hoher See                                                       | 1961 |
| Der Laternanzünder | Charles Tobias, Nat Simon, Erich Meder         | Wo meine Sonne scheint                                              | 1970 |
| Der Mond ist aufgegangen | Johann Abraham Peter Schulz, Matthias Claudius | Freddy Quinn singt die schönsten deutschen Volkslieder              | 1977 |
| Der Wilddieb | Volkslied                                      | Bitte recht traurig                                                 | 1972 |
| Des Leuchtturmwächters Töchterlein                                                                                           | Gisela Zimber, Karl Götz                       | Bitte recht traurig                                                 | 1972 |
| Die Barke Einsamkeit (Adios Muchachos Adios)                                                                                 | Sergio Endrigo, Kurt Feltz                     | Die große Schlagerparade ’70                                        | 1970 |
| Die blauen Dragoner | Gustav Wilhelm Harmssen, Hans Hertel           | Freddy Quinn singt die schönsten deutschen Volkslieder              | 1977 |
| Die Farben meiner Welt | Cy Coleman, Michael Stewart                    | Die Farben meiner Welt – Stationen einer Karriere                   | 1984 |
| Die Freiheit der Berge | Volkslied                                      | Die Freiheit der Berge                                              | 1989 |
| Die Reise ohne Wiederkehr | Dimitris Christodoulou, Mikis Theodorakis      | Freddy heute                                                        | 1971 |
| Die schönste Frau von Texas                                                                                                  | Volkslied, Peter Held                          | Die Freiheit der Berge                                              | 1989 |
| Die Spieluhr | Antonín Dvořák, Michael Kunze                  | Blumen des Lebens                                                   | 1984 |
| Die Wahrheit über Tom Dooley                                                                                                 | Volkslied                                      | Die Freiheit der Berge                                              | 1989 |
| Don Diri Don | Bohuslav Ondráček, Jan Schneider               | Don Diri Don / Vaya con dios (Single)                               | 1968 |
| Don’t Fence Me In | Cole Porter                                    | Peter Alexander präsentiert Walt Disney’s Welt                      | 1976 |
| Don’t Forbid Me | Charles Singleton                              | The Banana Boat Song / Don’t Forbid Me (Single)                     | 1957 |
| Down by the Riverside | Volkslied                                      | Man ist so jung wie man sich fühlt                                  | 1986 |
| Du – Du – Du (You-You-You)                                                                                                   | Lotar Olias, Walter Rothenburg, Robert Mellin  | Das große Wunschkonzert                                             | 1967 |
| Du musst mal wieder nach St. Pauli geh’n                                                                                     | Walter Rothenburg                              | Der Junge von St. Pauli                                             | 1970 |
| Du, du liegst mir im Herzen                                                                                                  | Volkslied                                      | Die Stimme der Heimat                                               | 1965 |

### E
| Titel                                                  | Autoren                                                                          | Album                                                  | Jahr |
| ------------------------------------------------------ | -------------------------------------------------------------------------------- | ------------------------------------------------------ | ---- |
| Ein Heller und ein Batzen                              | Volkslied                                                                        | Freddy Quinn singt die schönsten deutschen Volkslieder | 1977 |
| Eine Nacht in Moskau                                   | Michail Lwowitsch Matussowski, Wassili Pawlowitsch Solowjow-Sedoi, Georg Buschor | Überall ist es schön                                   | 1973 |
| Einmal noch nach Bombay                                | Hans Leip, Richard Germer                                                        | Von Kontinent zu Kontinent                             | 1965 |
| Einsamer Sonntag                                       | László Jávor, Rezsô Seress, Hans Bußmann                                         | Das große Wunschkonzert                                | 1967 |
| El Nacimiento                                          | Ariel Ramírez, Félix Luna (aus der Kantate Navidad Nuestra)                      | Weihnachten mit Freddy                                 | 1965 |
| El Rancho Grande                                       | Emilio D. Uranga, Juan Díaz del Moral, Silvano Ramos                             | Ein Abend mit Freddy                                   | 1965 |
| Ein Mädchen für’s Geld                                 | Volkslied                                                                        | Bitte recht traurig                                    | 1972 |
| Eine offene Tür                                        | Freddy Quinn, Victor Bach                                                        | Hamburg / Eine offene Tür (Single)                     | 1973 |
| E manu pukarua                                         | Traditional                                                                      | Freddy und das Lied der Südsee                         | 1962 |
| Es ist ein Ros’ entsprungen                            | Volkslied                                                                        | Weihnachten auf hoher See                              | 1963 |
| Es kommt der Tag, da wirst du mich vielleicht verstehn | María Ostiz, Petra Schmidt-Decker                                                | An meine Freunde                                       | 1978 |
| Es la paz que canta                                    | Volkslied (O du fröhliche)                                                       | Freddy canta en español canciones de Navidad           | 1964 |
| Es war einmal                                          | Heinrich Bolten-Baeckers, Paul Lincke (aus der Operette Im Reiche des Indra)     | Das große Wunschkonzert                                | 1967 |
| Es war einmal ein treuer Husar                         | Heinrich Frantzen                                                                | Gold                                                   | 1990 |
| Es wollt ein Mädel früh aufstehn                       | Volkslied (Das Brombeerlied)                                                     | Gold                                                   | 1990 |

### F
| Titel                 | Autoren                                 | Album             | Jahr |
| --------------------- | --------------------------------------- | ----------------- | ---- |
| For the Good Times    | Kris Kristofferson                      | Freddy heute      | 1971 |
| Frei wie der Wind     | Jerry Gillespie, Joe Ricci              | Heute 2           | 1973 |
| Freunde der Nacht     | Robert Puschmann, Friedrich Dorff       | An meine Freunde  | 1972 |
| Freut euch des Lebens | Hans Georg Nägeli, Johann Martin Usteri | Kein schöner Land | 1990 |

### G
| Titel                                   | Autoren                                    | Album                                                  | Jahr |
| --------------------------------------- | ------------------------------------------ | ------------------------------------------------------ | ---- |
| Games That Lovers Play                  | James Last                                 | Freddy live                                            | 1968 |
| Ganz da hinten, wo der Leuchtturm steht | Allan Gray, Walter Reisch                  | Erinnerungen an Hans Albers                            | 1971 |
| Geh’n wir nochmal den Weg nach Westen   | James A. Bland                             | It’s Country Time (1992)                               | 1992 |
| Glory Glory Halleluja                   | Brewster Higley, Daniel Kelley, Peter Held | Freddy gestern – Freddy heute                          | 1976 |
| Good Bye, Jonny                         | Hans Fritz Beckmann, Peter Kreuder         | Das große Wunschkonzert                                | 1967 |
| Good Night, Ladies                      | Volkslied                                  | Von Kontinent zu Kontinent                             | 1965 |
| Goodbye, My Love, Goodbye               | Klaus Munro, Leo Leandros                  | An meine Freunde                                       | 1978 |
| Granada                                 | Agustín Lara, Ralph Maria Siegel           | Überall ist es schön                                   | 1973 |
| Green Green Grass of Home               | Curly Putman, Sheb Wooley                  | It’s Country Time (1976)                               | 1976 |
| Guten Abend, gut’ Nacht (Wiegenlied)    | Johannes Brahms                            | Freddy Quinn singt die schönsten deutschen Volkslieder | 1977 |

### H
| Titel                                   | Autoren                                            | Album                                                            | Jahr |
| --------------------------------------- | -------------------------------------------------- | ---------------------------------------------------------------- | ---- |
| Hamburg                                 | Mickey Newbury                                     | Hamburg / Eine offene Tür (Single)                               | 1973 |
| Hand Me Down My Walking Cane            | James A. Bland                                     | Tennessee Saturday Night                                         | 1970 |
| Have I Told You Lately That I Love You  | Scott Wiseman                                      | One in a Million                                                 | 1958 |
| Heimat, deine Sterne                    | Erich Knauf, Werner Bochmann                       | Das große Wunschkonzert                                          | 1967 |
| Heimweh (Dort wo die Blumen blüh’n)     | Frank Miller, Richard Dehr, Terry Gilkyson         | Heimweh / Rosalie (Single)                                       | 1956 |
| He’ll Have to Go                        | Audrey Allison, Joe Allison                        | Tennessee Saturday Night                                         | 1970 |
| Hello, Darlin’                          | Conway Twitty                                      | Freddy Quinn & Bobby Bare … singen von Freiheit und Freundschaft | 1993 |
| Hello Dolly                             | Jerry Herman                                       | Vorhang auf!                                                     | 1972 |
| Help Me Make It Through the Night       | Kris Kristofferson                                 | It’s Country Time – Welterfolge und neue Songs                   | 1987 |
| Heut’ geht es an Bord                   | Volkslied                                          | Auf hoher See                                                    | 1961 |
| Heut’ ist ein Feiertag für mich         | Heinz Woezel, Lotar Olias                          | Das große Wunschkonzert                                          | 1967 |
| High Noon                               | Dimitri Tiomkin, Ned Washington                    | Tennessee Saturday Night                                         | 1970 |
| Home on the Range                       | Brewster Higley, Daniel Kelley, Peter Held         | Green Green Grass Of Home                                        | 1989 |
| Hoppla, jetzt komm’ ich!                | Max Colpet, Robert Gilbert, Werner Richard Heymann | Erinnerungen an Hans Albers                                      | 1971 |
| Horch, was kommt von draußen rein       | Studentenlied                                      | Die Stimme der Heimat                                            | 1965 |
| How Come It Took So Long to Say Goodbye | Ronnie Rogers, Jack Key, Dave Dudley               | Country – Get Me Back to Tennessee                               | 1981 |
| Hundert Mann und ein Befehl             | Barry Sadler, Robin Moore                          | Hundert Mann und ein Befehl / In 24 Stunden (Single)             | 1966 |

### I
| Titel                                                   | Autoren | Album                                                                                 | Jahr |
| ------------------------------------------------------- | --- | ------------------------------------------------------------------------------------- | ---- |
| Ich bin ein Vagabund                                    | Frank Miller, Richard Dehr, Terry Gilkyson, Ernst Bader, Ralf Arnie                                                                                    | Ich bin ein Vagabund / Sabrina                                                        | 1958 |
| Ich bin gewöhnt an ihr Gesicht                          | Al Lerner, Frederick Loewe, Robert Gilbert | Vorhang auf!                                                                          | 1972 |
| Ich bin nur ein armer Wandergesell                      | Eduard Künneke, Herman Haller, Rideamus | Das große Wunschkonzert                                                               | 1967 |
| Ich kam aus Alabama                                     | Stephen Foster, Carl Zuckmayer | Erinnerungen an Hans Albers                                                           | 1971 |
| Ich weiß nicht, was soll es bedeuten (Lorelei)          | Friedrich Silcher, Heinrich Heine | Freddy Quinn singt die schönsten deutschen Volkslieder                                | 1977 |
| If I Were a Rich Man                                    | Jerry Bock, Sheldon Harnick | World Hits from International Musicals                                                | 1975 |
| Ihr Kinderlein kommet                                   | Christoph von Schmid, Johann Abraham Peter Schulz | Weihnachten mit Freddy                                                                | 1972 |
| I Left My Heart in San Francisco                        | Douglas Cross, George Cory | Überall ist es schön                                                                  | 1973 |
| Im grünen Wald, da wo die Drossel singt                 | Volkslied | Die Stimme der Heimat                                                                 | 1965 |
| Im Krug zum grünen Kranze                               | Volkslied | Kein schöner Land                                                                     | 1990 |
| Im schönsten Wiesengrunde                               | Volkslied | Die Stimme der Heimat                                                                 | 1965 |
| Immer wieder lieb’ ich dich                             | George A. Poulton, W. W. Fosdick, Peter Moesser | An meine Freunde                                                                      | 1978 |
| Im Hippodrom International                              | Volkslied, Friedrich Silcher, Heinrich Wagner, Enrico Cossovich, Teodoro Cottrau, Robert Burns                                                         | Große Freiheit Nr. 7                                                                  | 1984 |
| I’m Movin’ On                                           | Hank Snow | It’s Country Time (1976)                                                              | 1976 |
| Im Wilden Westen (Medley)                               | Percy Montrose, George Cobb, Jack Yellen, Paul Rice, Cole Porter, Tim Spencer, Dimitri Tiomkin, Ned Washington, Jay Livingston, Ray Evans, Traditional | Peter Alexander präsentiert Walt Disney’s Welt                                        | 1976 |
| In einem kühlen Grunde                                  | Friedrich Glück, Joseph von Eichendorff | Auf die Stimme der Heimat                                                             | 1965 |
| In Erinnerung an einen Freund                           | Kurt Feltz, Werner Scharfenberger | Die Barke Einsamkeit (Adios muchachos adios) / In Erinnerung an einen Freund (Single) | 1971 |
| In Hamburg                                              | Volkslied | Der Junge von St. Pauli                                                               | 1970 |
| In Hamburg, da bin ich gewesen                          | Volkslied | Auf hoher See                                                                         | 1961 |
| In Hamburg, da bin ich gewesen / Wo die Nordseewellen … | Volkslied, Martha Müller-Grählert, Simon Krannig | Auf hoher See                                                                         | 1961 |
| In Hamburg sind die Nächte lang                         | Gerd Thumser, Hans Bradtke, Karl Bette | Überall ist es schön                                                                  | 1973 |
| In meinem Herzen, Schatz, da ist für viele Platz        | Hans Fritz Beckmann | Erinnerungen an Hans Albers                                                           | 1971 |
| In mir klingt ein Lied                                  | Frédéric Chopin | Das große Wunschkonzert                                                               | 1967 |
| Irgendwo auf der Welt                                   | Giuseppe Verdi, Günther Behrle | Blumen des Lebens                                                                     | 1984 |
| Irgendwo blüht noch eine Rose                           | Volkslied, Petra Schmidt-Decker | Freddy Quinn singt die schönsten deutschen Volkslieder                                | 1972 |

### J
| Titel                          | Autoren          | Album                                                  | Jahr |
| ------------------------------ | ---------------- | ------------------------------------------------------ | ---- |
| Jambalaya                      | Hank Williams    | Tennessee Saturday Night                               | 1970 |
| Jealous Heart                  | Jenny Lou Carson | It’s Country Time (1976)                               | 1976 |
| Jetzt kommen die lustigen Tage | Volkslied        | Freddy Quinn singt die schönsten deutschen Volkslieder | 1977 |
| Jingle Bells                   | James Pierpont   | Weihnachten mit Freddy                                 | 1972 |

### K
| Titel                              | Autoren                                    | Album                         | Jahr |
| ---------------------------------- | ------------------------------------------ | ----------------------------- | ---- |
| Kari Waits for Me                  | Frank Miller, Richard Dehr, Terry Gilkyson | Freddy auf hoher See, Folge 2 | 1969 |
| Kein schöner Land                  | Anton Wilhelm von Zuccalmaglio             | Die Stimme der Heimat         | 1965 |
| Kind, du brauchst nicht weinen     | Hans May, Kurt Schwabach                   | Erinnerungen an Hans Albers   | 1971 |
| Kleine Möwe, flieg’ nach Helgoland | Bruno Balz, Jim Cowler                     | Erinnerungen an Hans Albers   | 1971 |
| Kleine weiße Möwe                  | Fritz Grasshoff, Norbert Schultze          | Freddy auf hoher See, Folge 2 | 1969 |
| Komm auf die Schaukel, Luise       | Hans Herbert, Theo Mackeben                | Wo meine Sonne scheint        | 1970 |
| Komm’ wieder gut nach Haus’        | Franz Liszt, Günther Behrle                | Blumen des Lebens             | 1984 |
| Kommet, ihr Hirten                 | Volkslied                                  | Weihnachten mit Freddy        | 1972 |

### L
| Titel                                | Autoren                                           | Album                                                            | Jahr |
| ------------------------------------ | ------------------------------------------------- | ---------------------------------------------------------------- | ---- |
| La barca de oro                      | Volkslied                                         | Viva Mexico                                                      | 1968 |
| La Golondrina                        | Narcisco Serradell                                | Viva Mexico                                                      | 1968 |
| La Montanara (Das Lied der Berge)    | Luigi Pigarelli, Toni Ortelli, Ralph Maria Siegel | Freddy Quinn singt die schönsten deutschen Volkslieder           | 1977 |
| La Paloma                            | Sebastián Iradier                                 | Auf hoher See                                                    | 1961 |
| Lass den Sonnenschein herein         | Volkslied                                         | Der Junge von St. Pauli                                          | 1970 |
| Leaving on a Jetplane                | John Denver                                       | Freddy Quinn & Bobby Bare … singen von Freiheit und Freundschaft | 1993 |
| Leise rieselt der Schnee             | Eduard Ebel                                       | Weihnachten auf hoher See                                        | 1963 |
| Let’s Say Goodbye Like We Said Hello | Ernest Tubb, Jimmie Skinner                       | One in a Million                                                 | 1958 |
| Lili Marleen                         | Hans Leip, Norbert Schultze, Tommie Connor        | Lili Marlene / The Wings of My Love (Single)                     | 1969 |
| Love Story (Where Do I Begin)        | Francis Lai                                       | Freddy Heute                                                     | 1971 |
| Lovesick Blues                       | Cliff Friend, Irving Mills                        | It’s Country Time (1976)                                         | 1976 |
| Lustig ist das Zigeunerleben         | Volkslied                                         | Die Stimme Der Heimat                                            | 1965 |

### M
| Titel                            | Autoren                                                           | Album                                        | Jahr |
| -------------------------------- | ----------------------------------------------------------------- | -------------------------------------------- | ---- |
| Mädel ruck ruck ruck             | Friedrich Silcher                                                 | Kein schöner Land                            | 1990 |
| Magic Moments                    | Burt Bacharach, Hal David                                         | One in a Million                             | 1958 |
| Making Believe                   | Jimmy Work                                                        | Country – Get Me Back to Tennessee           | 1981 |
| Mamatschi                        | Franz Xaver Kappus, Oskar Schima                                  | Mamatschi / Der Legionär (Single)            | 1958 |
| Maria                            | Leonard Bernstein, Stephen Sondheim, Walter Brandin               | Ein Konzert mit dem Orchester Bert Kaempfert | 1976 |
| Mexikanische Serenade            | Jimmy Kennedy, Michael Carr, Loraine Hillmann                     | Wo meine Sonne scheint                       | 1970 |
| Monte Corcovado                  | Robert Puschmann, Friedrich Dorff                                 | An meine Freunde                             | 1972 |
| Morgen kommt der Weihnachtsmann  | Volkslied                                                         | Weihnachten mit Freddy                       | 1972 |
| Morgen, Kinder, wird’s was geben | Volkslied                                                         | Weihnachten mit Freddy                       | 1972 |
| Morgens um fünf                  | Anton Rubinstein, Norbert Hammerschmidt                           | Blumen des Lebens                            | 1984 |
| Morning Sky                      | George Baker, Kurt Hertha                                         | Morning Sky                                  | 1976 |
| Moulin Rouge                     | Georges Auric, Jacques Larue, William Engvick, Ralph Maria Siegel | Überall ist es schön                         | 1973 |
| Mountain Dew                     | Dave Braham, Edward Harrigan                                      | Tennessee Saturday Night                     | 1970 |
| My Bonnie Is Over the Ocean      | Volkslied                                                         | Von Kontinent zu Kontinent                   | 1965 |

### N
| Titel                                                   | Autoren                           | Album                                                  | Jahr |
| ------------------------------------------------------- | --------------------------------- | ------------------------------------------------------ | ---- |
| Nach der Heimat möcht’ ich wieder (Grüße an die Heimat) | Karl Kromer                       | Freddy Quinn singt die schönsten deutschen Volkslieder | 1977 |
| Nimm uns mit, Kapitän, auf die Reise                    | Fritz Grasshoff, Norbert Schultze | Auf hoher See                                          | 1961 |
| No Letter Today                                         | Ted Daffan                        | One in a Million                                       | 1958 |
| No More                                                 | Charles Strouse, Lee Adams        | Vorhang auf!                                           | 1972 |
| Nobody’s Child                                          | Cy Coben, Mel Foree               | It’s Country Time (1976)                               | 1972 |
| Nun ade, du mein lieb’ Heimatland                       | Volkslied                         | Die Stimme der Heimat                                  | 1965 |

### O
| Titel                           | Autoren                                         | Album                                          | Jahr |
| ------------------------------- | ----------------------------------------------- | ---------------------------------------------- | ---- |
| O du fröhliche                  | Volkslied                                       | Weihnachten auf hoher See                      | 1963 |
| Oh, Lonesome Me                 | Don Gibson                                      | Ein Konzert mit dem Orchester Bert Kaempfert   | 1976 |
| Oh My Darling, Clementine       | Percy Montrose                                  | Die Freiheit der Berge                         | 1989 |
| Ohne dich                       | Zdeněk Fibich                                   | Blumen des Lebens                              | 1984 |
| Oh, What a Beautiful Morning    | Oscar Hammerstein II, Richard Rodgers           | Vorhang auf!                                   | 1972 |
| Old Smoky                       | Volkslied                                       | It’s Country Time – Welterfolge und neue Songs | 1987 |
| Ol’ Man River                   | Jerome Kern, Oscar Hammerstein II               | Wo meine Sonne scheint                         | 1970 |
| O, mein Papa                    | Paul Burkhard                                   | Das große Wunschkonzert                        | 1967 |
| On the Sunny Side of the Street | Dorothy Fields, Jimmy McHugh                    | One in a Million                               | 1958 |
| O, Signorina                    | Fritz Grasshoff, Norbert Schultze               | Freddy auf hoher See, Folge 2                  | 1969 |
| O Tannenbaum                    | August Zarnack, Ernst Anschütz, Melchior Franck | Weihnachten auf hoher See                      | 1963 |

### P
| Titel           | Autoren                                                             | Album             | Jahr |
| --------------- | ------------------------------------------------------------------- | ----------------- | ---- |
| Plaisir d’amour | Jean Paul Egide Martini, Jean-Pierre Claris de Florian, Curt Weiner | Blumen des Lebens | 1984 |

### R
| Titel                                   | Autoren                 | Album                                                            | Jahr |
| --------------------------------------- | ----------------------- | ---------------------------------------------------------------- | ---- |
| Ramona                                  | Mabel Wayne, Ralf Arnie | Wo meine Sonne scheint                                           | 1970 |
| Remember Me (I’m the One Who Loves You) | Stuart Hamblen          | Tennessee Saturday Night                                         | 1970 |
| Roll the Cotton Down                    | Volkslied               | Von Kontinent zu Kontinent                                       | 1965 |
| Rolling Home                            | Volkslied               | Auf hoher See                                                    | 1961 |
| Roses Are Red (My Love)                 | Al Byron, Paul Evans    | Freddy Quinn & Bobby Bare … singen von Freiheit und Freundschaft | 1993 |

### S
| Titel                                                           | Autoren                                                        | Album                                                                         | Jahr |
| --------------------------------------------------------------- | -------------------------------------------------------------- | ----------------------------------------------------------------------------- | ---- |
| Sabinchen war ein Frauenzimmer                                  | Volkslied                                                      | Bitte recht traurig                                                           | 1972 |
| Sag mir wo die Blumen sind                                      | Pete Seeger, Max Colpet                                        | Wo meine Sonne scheint                                                        | 1970 |
| Sah ein Knab’ ein Röslein steh’n                                | Heinrich Werner, Johann Wolfgang von Goethe                    | Die Stimme der Heimat                                                         | 1965 |
| Sailing                                                         | Gavin Sutherland                                               | An meine Freunde                                                              | 1978 |
| San Antonio Rose                                                | Bob Wills                                                      | It’s Country Time (1976)                                                      | 1976 |
| Schlafe, mein Prinzchen, schlaf ein                             | Friedrich Fleischmann, Friedrich Wilhelm Gotter                | Blumen des Lebens                                                             | 1984 |
| Schneewalzer                                                    | Thomas Koschat                                                 | Kein schöner Land                                                             | 1990 |
| Seasons in the Sun                                              | Jacques Brel, Rod McKuen                                       | An meine Freunde                                                              | 1978 |
| Seemann, deine Heimat ist das Meer                              | Fini Busch, Werner Scharfenberger                              | Freddy auf hoher See, Folge 2                                                 | 1969 |
| Seemanns-Chor (In Hamburg an der Elbe, gleich hinter dem Ozean) | Walter Mehring, Willy Engel-Berger                             | Erinnerungen an Hans Albers                                                   | 1971 |
| Seemannslos                                                     | Arthur Lamb, Henry W. Petrie                                   | Freddy auf hoher See, Folge 2                                                 | 1969 |
| Señor Capitan                                                   | Volkslied, Freddy Quinn                                        | Von Kontinent zu Kontinent                                                    | 1965 |
| She’ll Be Coming Round the Mountains                            | Volkslied                                                      | Freddy live                                                                   | 1968 |
| Show Me the Way to Go Home                                      | Jimmy Campbell, Reginald Connelly                              | Freddy live                                                                   | 1968 |
| Sie hieß Mary-Ann                                               | Merle Travis                                                   | Sie hieß Mary-Ann / Heimweh (Single)                                          | 1956 |
| Six Days on the Road                                            | Carl Montgomery, Earl Green                                    | Country – Get Me Back to Tennessee                                            | 1981 |
| Smoke That Cigarette                                            | Merle Travis, Tex William                                      | It’s Country Time (1976)                                                      | 1976 |
| So ein Tag, so wunderschön wie heute                            | Lotar Olias, Walter Rothenburg                                 | Vergangen, vergessen, vorüber / So ein Tag, so wunderschön wie heute (Single) | 1964 |
| Solang’ die Sonne scheint                                       | Bouwens, John Olden                                            | Gestern – Heute                                                               | 1976 |
| So leb denn wohl, du stilles Haus                               | Volkslied                                                      | Die Stimme der Heimat                                                         | 1965 |
| Some Broken Hearts Never Mend                                   | Wayland Holyfield                                              | It’s Country Time – Welterfolge und neue Songs                                | 1987 |
| Somewhere My Love (Lara’s Theme)                                | Maurice Jarre                                                  | Eine Runde Polydor                                                            | 1968 |
| Sonny Boy                                                       | Al Jolson, Buddy DeSylva, Lew Brown, Ray Henderson, Roxy       | Vorhang auf!                                                                  | 1972 |
| Spanish Eyes                                                    | Bert Kaempfert, Charles Singleton, Eddie Snyder                | Spanish Eyes / Along the Shore (Single)                                       | 1965 |
| Speak Softly Love                                               | Nino Rota                                                      | Heute 2                                                                       | 1973 |
| Stenka Rasin (Auf der Wolga breiten Fluten)                     | Dmitri Nikolajewitsch Sadownikow, August Scholz, Walter Eisner | Wo meine Sonne scheint                                                        | 1970 |
| Stille Nacht                                                    | Franz Xaver Gruber, Joseph Mohr                                | Weihnachten auf hoher See                                                     | 1963 |
| Stood Up                                                        | Dub Dickerson, Shari Sheeley                                   | At the Hop / Stood Up (Single)                                                | 1958 |
| Strangers in the Night                                          | Bert Kaempfert                                                 | Ein Show-Konzert                                                              | 1977 |
| Summertime                                                      | DuBose Heyward, George Gershwin, Ira Gershwin                  | Vorhang auf!                                                                  | 1972 |
| Sunday Mornin’ Comin’ Down                                      | Kris Kristofferson                                             | It’s Country Time (1976)                                                      | 1976 |
| Süßer die Glocken nie klingen                                   | Volkslied                                                      | Weihnachten auf hoher See                                                     | 1963 |
| Sylvia’s Mother                                                 | Shel Silverstein                                               | Freddy Quinn & Bobby Bare … singen von Freiheit und Freundschaft              | 1993 |

### T
| Titel                       | Autoren                                | Album                                           | Jahr |
| --------------------------- | -------------------------------------- | ----------------------------------------------- | ---- |
| Take Me Home, Country Roads | Bill Danoff, John Denver, Taffy Nivert | It's Country Time – Welterfolge und neue Songs  | 1987 |
| Tamara                      | Erich Meder, Ferry Andree              | Wo meine Sonne scheint                          | 1970 |
| Tennessee Saturday Night    | Billy Hughes                           | Tennessee Saturday Night                        | 1970 |
| Tennessee Waltz             | Pee Wee King, Redd Stewart             | Freddy live                                     | 1968 |
| The Banana Boat Song        | Volkslied                              | The Banana Boat Song / Don’t Forbid Me (Single) | 1956 |
| The Echo of Your Footsteps  | Jenny Lou Carson                       | One in a Million                                | 1958 |
| The Washington-Bar-Song     | Tim Spencer                            | Der Junge von St. Pauli                         | 1970 |
| The Wild Side of Life       | Volkslied                              | It’s Country Time – Welterfolge und neue Songs  | 1987 |
| They Say It’s Wonderful     | Irving Berlin                          | Ein Show-Konzert                                | 1977 |
| Tom Dooley                  | Volkslied                              | It’s Country Time – Welterfolge und neue Songs  | 1987 |
| True Love                   | Cole Porter                            | Vorhang auf!                                    | 1972 |

### U
| Titel                                   | Autoren                       | Album                  | Jahr |
| --------------------------------------- | ----------------------------- | ---------------------- | ---- |
| Und wieder geht ein schöner Tag zu Ende | Bruno Elsner, Gerhard Winkler | Wo meine Sonne scheint | 1970 |

### Ü
| Titel                              | Autoren                                          | Album                   | Jahr |
| ---------------------------------- | ------------------------------------------------ | ----------------------- | ---- |
| Über die Prärie (Indian Love Call) | Oscar Hammerstein II, Otto Harbach, Rudolf Friml | Das große Wunschkonzert | 1967 |

### V
| Titel                                   | Autoren                                                 | Album                      | Jahr |
| --------------------------------------- | ------------------------------------------------------- | -------------------------- | ---- |
| Vaya con dios                           | Buddy Pepper, Inez James, Larry Russell                 | Mexico Olé                 | 1968 |
| Venedig bei Nacht                       | Alfred von Wolzogen, Charles Nuitter, Jacques Offenbach | Blumen des Lebens          | 1984 |
| Verstoßen oder Der Tod auf den Schienen | Volkslied                                               | Bitte recht traurig        | 1972 |
| Vom Himmel hoch, da komm ich her        | Martin Luther                                           | Weihnachten auf hoher See  | 1963 |
| Von Kontinent zu Kontinent              | Lotar Olias, Walter Rothenburg                          | Von Kontinent zu Kontinent | 1965 |

### W
| Titel                                    | Autoren                                    | Album                                          | Jahr |
| ---------------------------------------- | ------------------------------------------ | ---------------------------------------------- | ---- |
| Waltz of the Wind                        | Fred Rose                                  | Ain’t Misbehavin’ / Waltz of the Wind (Single) | 1957 |
| Warte auf mich in Old Virginia           | James A. Bland, Günter Loose, Lotar Olias  | Deine Welt – Meine Welt                        | 1968 |
| Was bin ich ohne dich                    | Edvard Grieg, Walter Brandin               | Blumen des Lebens                              | 1984 |
| Weddingbells Will Never Ring for Me      | Claude Boone                               | It's Country Time (1976)                       | 1976 |
| Weißt du, wie viel Sternlein stehen      | Volkslied                                  | Die Stimme der Heimat                          | 1965 |
| Wenn das Schifferklavier                 | Volkslied                                  | Auf hoher See                                  | 1961 |
| Wenn ich einmal reich wär’               | Jerry Bock, Sheldon Harnick, Rolf Merz     | Vorhang auf!                                   | 1972 |
| West Side Story (1972)                   | Leonard Bernstein, Stephen Sondheim        | Musical-Express                                | 1972 |
| West Side Story (1975)                   | Leonard Bernstein, Stephen Sondheim        | World Hits from International Musicals         | 1975 |
| What Shall We Do with the Drunken Sailor | Volkslied                                  | Auf hoher See                                  | 1961 |
| White Christmas                          | Irving Berlin                              | Weihnachten mit Freddy                         | 1972 |
| Wie die Zeit vergeht                     | Antonín Dvořák, Günther Behrle             | Blumen des Lebens                              | 1984 |
| Wir lagen vor Madagaskar                 | Just Scheu                                 | Auf hoher See                                  | 1961 |
| Wo die Nordseewellen … (Friesenlied)     | Martha Müller-Grählert, Simon Krannig      | Ein Konzert mit dem Orchester Bert Kaempfert   | 1976 |
| Wo meine Sonne scheint                   | Harry Belafonte, Irving Burgie, Kurt Feltz | Wo meine Sonne scheint                         | 1970 |
| Wolgalied                                | Béla Jenbach, Franz Lehár, Heinz Reichert  | Das große Wunschkonzert                        | 1967 |
| Wonderful Copenhagen                     | Frank Loesser, Walter Brandin              | Überall ist es schön                           | 1973 |
| Wunderbar                                | Cole Porter                                | Vorhang auf!                                   | 1972 |

### Y
| Titel                              | Autoren                                       | Album                    | Jahr |
| ---------------------------------- | --------------------------------------------- | ------------------------ | ---- |
| You Are My Sunshine                | Paul Rice                                     | Tennessee Saturday Night | 1970 |
| You Don’t Have to Be a Baby to Cry | Bob Merrill, Terry Shand                      | It’s Country Time (1976) | 1976 |
| You’ll Cry Tomorrow                | Charles Singleton, Eddie Snyder               | Tennessee Saturday Night | 1970 |
| Your Cheating Heart                | Hank Williams                                 | Tennessee Saturday Night | 1970 |
| You’re Gonna Change                | Hank Williams                                 | One an a Million         | 1958 |
| You, You, You                      | Lotar Olias, Walter Rothenburg, Robert Mellin | 1956–1965                | 1962 |
| Yo vendo unos ojos negros          | Volkslied                                     | Ein Abend mit Freddy     | 1965 |

### Z
| Titel                       | Autoren                                                 | Album                                                 | Jahr |
| --------------------------- | ------------------------------------------------------- | ----------------------------------------------------- | ---- |
| Zeit kennt keine Wiederkehr | Volkslied, Georg Buschor                                | Überall ist es schön                                  | 1973 |
| Zwei von Tausenden          | Henry Onorati, Katherine Kennicott Davis, Georg Buschor | Morgen beginnt die Welt / Zwei von Tausenden (Single) | 1967 |

### 2
| Titel    | Autoren                    | Album            | Jahr |
| -------- | -------------------------- | ---------------- | ---- |
| 26 Miles | Bruce Belland, Glen Larson | One in a Million | 1958 |

### 5
| Titel                    | Autoren   | Album                                            | Jahr |
| ------------------------ | --------- | ------------------------------------------------ | ---- |
| 5000 Meilen von zu Haus’ | Hedy West | 5000 Meilen von zu Haus’ / Adios Mexico (Single) | 1965 |